# Matej Mandić (zapaśnik)
Matej Mandić (ur. 2000) – chorwacki zapaśnik walczący w stylu klasycznym.
Zajął dziesiąte miejsce na mistrzostwach Europy w 2022. Drugi na MŚ U-23 w 2023 roku.